# Louisiana Cajun Pelicans
I Louisiana Cajun Pelicans furono una franchigia di pallacanestro della ABA 2000, con sede a Baton Rouge, in Louisiana.
Creati nell'autunno del 2004 disputarono poche partite della stagione 2004-2005 non riuscendo a qualificarsi per i play-off.
Si sciolsero al termine della stessa stagione

## Stagioni
| Stagione | Lega     | Denominazione            | V | P  | %    | Piazzamento | Play-off |
| -------- | -------- | ------------------------ | - | -- | ---- | ----------- | -------- |
| 2004-05  | ABA 2000 | Louisiana Cajun Pelicans | 2 | 10 | 16,7 | 9º          | -        |